# Segunda División de Gozo 2018-19
La Segunda División de Gozo 2018-19 fue la edición número 59 de la Segunda División de Gozo. El torneo también es conocido como BOV Segunda División en razones de patrocinio, al ser auspicida por el Bank of Valleta.
En ella participaron 6 equipos los cuales jugaron entre sí mediante un Sistema de todos contra todos cuatro veces totalizando 20 partidos cada uno. Al término de las 20 jornadas el equipo con mayor puntuación se proclamó campeón y ascendió a la Primera División de Gozo 2019-20, por otro lado el segundo clasificado jugará el partido de ascenso y descenso contra el penúltimo de la Primera División de Gozo 2018-19.

## Equipos participantes
| Pos.   | Equipo                | Ciudad      | Fundación |
| ------ | --------------------- | ----------- | --------- |
| 8 (PD) | Oratory Youths FC     | Victoria    | 1946      |
| 2      | Sannat Lions FC       | Sannat      | 1937      |
| 3      | St. Lawrence Spurs FC | San Lawrenz | 1968      |
| 4      | Żebbuġ Rovers FC      | Żebbuġ      | 1975      |
| 5      | Xagħra United FC      | Xagħra      | 1936      |
| 6      | Qala Saints FC        | Qala        | 1968      |

### Ascensos y descensos
| Pos. | Descendido de la Primera División 2017-18 |
| ---- | ----------------------------------------- |
| 8    | Oratory Youths FC                         |

| Pos. | Ascendido de la Segunda División 2017-18 |
| ---- | ---------------------------------------- |
| 1    | Munxar Falcons FC                        |

## Tabla de posiciones
Actualizado el 23 de abril de 2019.
| Pos. | Equipo                   | PJ | PG | PE | PP | GF | GC | DG  | Pts | Clasificación a                  |
| ---- | ------------------------ | -- | -- | -- | -- | -- | -- | --- | --- | -------------------------------- |
| 1    | Xagħra United FC (C) (A) | 20 | 12 | 6  | 2  | 42 | 20 | +22 | 42  | Primera División de Gozo 2019-20 |
| 2    | Sannat Lions FC          | 20 | 11 | 6  | 3  | 55 | 24 | +31 | 39  | Playoff de Promoción             |
| 3    | St. Lawrence Spurs FC    | 20 | 8  | 5  | 7  | 30 | 22 | +8  | 29  |                                  |
| 4    | Oratory Youths FC        | 20 | 7  | 4  | 9  | 27 | 37 | -10 | 25  |                                  |
| 5    | Żebbuġ Rovers FC         | 20 | 5  | 3  | 12 | 27 | 48 | -21 | 18  |                                  |
| 6    | Qala Saints FC           | 20 | 4  | 2  | 14 | 23 | 53 | -30 | 14  |                                  |

## Partido de ascenso y descenso
El partido de play-offs de ascenso y descenso se jugó el 30 de abril de 2019, donde el ganador jugará la Primera División de Gozo 2019-20, mientras que el perdedor jugará la Segunda División de Gozo 2019-20.
| 30 de abril de 2019 | Għarb Rangers FC  | 1:0 (1:0) | Sannat Lions FC | Gozo Stadium, Xewkija |  |
| 19:00               | Reuben Zammit 16' |           |                 |                       |  |